# 武部申策
武部 申策（たけべ しんさく、1872年1月1日 - 1943年3月30日）は、和歌山県生まれの壮士。生井一家の博徒。総会屋。武部組組長。日本の黒幕。
深川区洲崎弁天町（現在の江東区東陽一丁目）に居を構えたところから洲崎の殿様と呼ばれた。

## 生涯
和歌山県に生まれ小学校を卒業後に上京、材木屋や炭屋の丁稚など職を転々としたが人力車夫をしていた19歳のときに星亨の知遇を得て書生となった。1901年（明治34年）6月21日に星亨が伊庭想太郎に刺殺されると武部は自由党院外団の壮士（そうし）となった。自由民権運動のために戦う者だった壮士も当時は徒党を組み暴力的手段によって政治的主張を行う者へ変化した。
院外団の武部は柔道の道場を深川洲崎にひらいたことで洲崎弁天町の洲崎遊郭の古河吉（井上吉五郎・生井一家五代目）を知り、古河吉を兄とした兄弟分の結縁をした。1907年（明治40年）頃に武部は武部組を立ち上げた。1907年（明治40年）に縄張りをめぐって深川区平富町の鹿金こと加藤金五郎と争い、他方で「高橋一家と田甫一家の争い（1922）」を仲裁し、高木康太が関わった関根組と堀井一家の抗争事件（1939）では篠原縫殿之助と倉持直吉が仲裁に立つように周旋した。また時期は不明だが郷誠之助に頼まれたことで株主総会の安定化のために自ら東京ガス、東京電力などの総会に足を運んでいる。関東一とされる貸元（親分）が会場の受付に座っているため総会を荒そうとする者はいなかった。戦時体制下でもその勢力は衰えず、1940年（昭和15年）の東京地下鉄道の乗っ取り騒動では五島慶太は早川徳次と比べて自分の陣営の剣客や用心棒、総会屋の格が落ちるため武部に席を設けてもらい2時間をかけて泣き落とした。
政界からも歴代総理が代わるたびに挨拶がきたとされる武部だが、その背景には子分の数が三千人、勢いは内田良平の黒龍会に匹敵するとされた武部組があり、宮内大臣の一木喜徳郎もテロの標的として斬りつけた芳賀利輔のような暴力派の幹部がそろっていた。田島将光によると近くから見た武部は寡黙な印象を与える無口な大男だが一度決めたことはテコでも動かせない不動なものがあったとしている。自分を拾ってくれた星亨への恩義を忘れず、池上本門寺の「お会式」には揃いの半纏をまとった武部組幹部が集まった。百瀬博教の『詩集　絹半纏』は襟に武部、背中に家紋の揚羽蝶を染め抜いた武部組の半纏をモチーフとしている。
武部の跡目となったのは貸座敷経営者で生井一家の親分（貸元）の小島長次郎。武部が人間的に信頼したのは壮士の中村政雄、沼田寅松とされる。武部組随一の男とされた中村の名声は小島を凌いでいた。中村が小島を斬りつけて事件（1923）となったとき武部は「世間を騒がせて許せない」と中村を殴り、「刑務所から出たら小島を兄貴分として立てろよ」と約束させた。沼田寅松（1890〜1976）は深川木場生まれで木挽衆に生まれた。財界の事件には多田重人とともに武部の名代として出張ることが多かった。壮士だが落合一家に属した。幸平一家や小金井一家が絡んだ事件（1930）では平松兼三郎と篠信太郎に頼まれて仲裁人となり、足立勘助より「先生にお任せします」の言質を得て解決に導いた。女絡みでは3回身上を潰したと自ら語る遊び人で、後に瀟洒な隠宅で風流に過ごしたが木挽仁義などやくざに関わる故事に通じ、関東随一の喧嘩屋であった土屋幸三と「現代国士侠客列伝」を著した。
百瀬博教の『昭和不良写真館』p172-173には「本家・元祖、総会屋の神様。」のタイトルのある集合写真でキャプションに「前列左より、不明、関根賢、武部申策、毛皮のベストを着ている。その隣が大都映画の川合徳三郎、大日本国粋会・梅津勘兵衛、高本康太、藤木幸太郎、後列左から阿部重作、不明、山本修三、百瀬梅太郎、須川清。手打ちの後、虎ノ門神社で。戦前の写真だ。」とある。